# 额尼乡
额尼乡，是中华人民共和国四川省凉山彝族自治州喜德县曾经下辖的一个乡。2021年1月12日，撤销热柯依达乡和额尼乡，将原热柯依达乡和原额尼乡所属行政区域划归洛哈镇管辖。

## 行政区划
额尼乡撤销前下辖以下地区：
额尼村、觉莫村、采洛村和阿坡洛村。